# La Chaveña
La Chaveña är en ort i Mexiko.   Den ligger i kommunen Jesús María och delstaten Aguascalientes, i den centrala delen av landet, 400 km nordväst om huvudstaden Mexico City. La Chaveña ligger 1 876 meter över havet och antalet invånare är 101.
Terrängen runt La Chaveña är platt åt sydost, men åt nordväst är den kuperad. Runt La Chaveña är det tätbefolkat, med 459 invånare per kvadratkilometer. Närmaste större samhälle är Aguascalientes, 14,0 km söder om La Chaveña. Trakten runt La Chaveña består till största delen av jordbruksmark.